# Rikscha

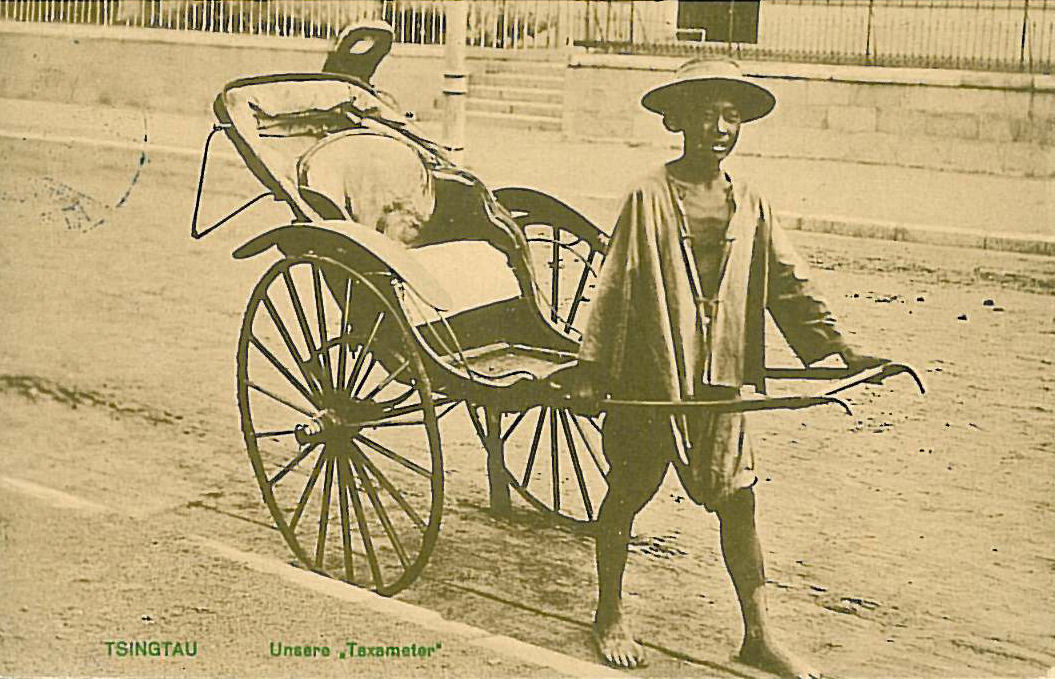
Rikscha in Tsingtau (1914)

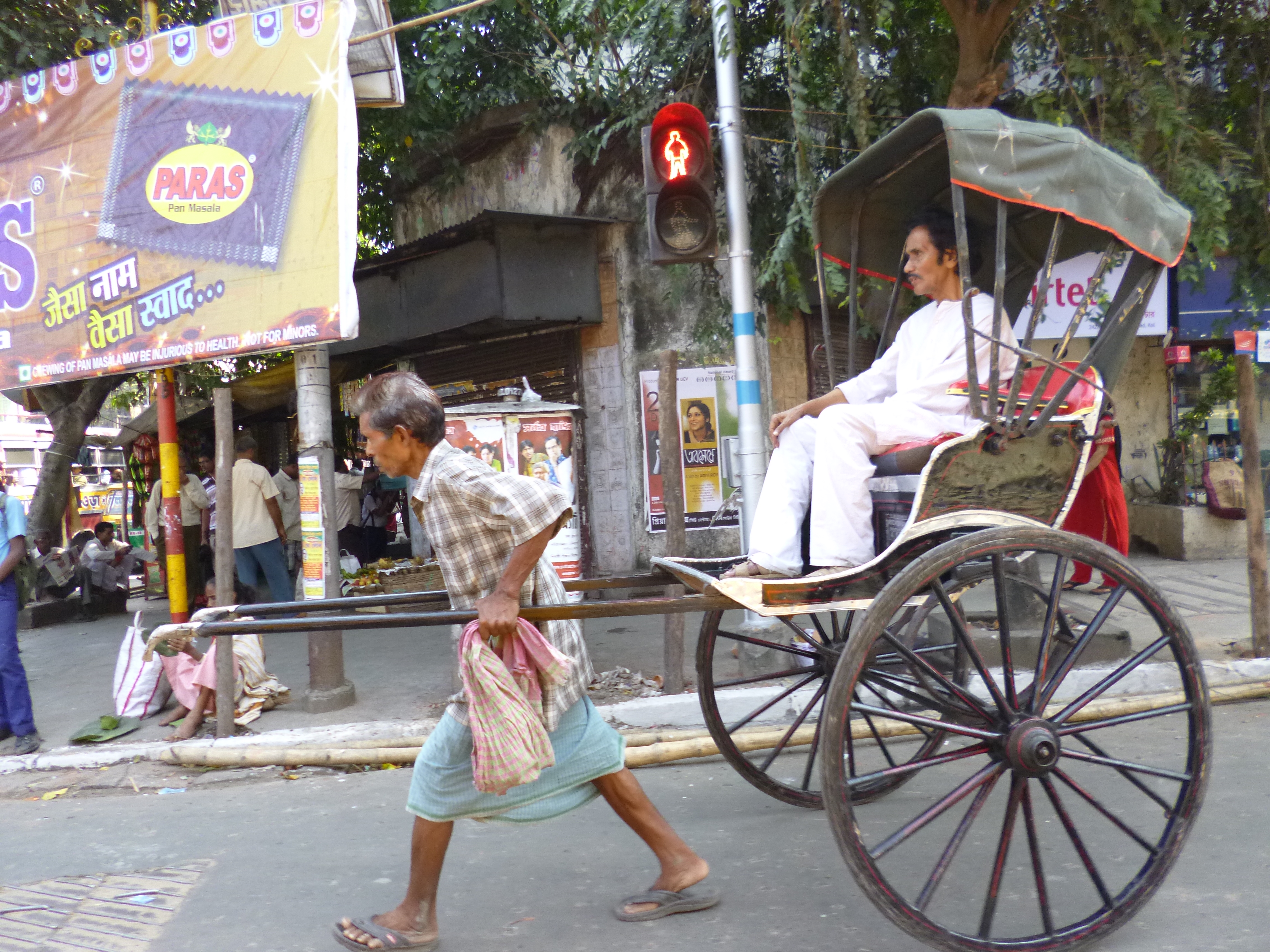
Rikscha in Kolkata, Indien (2012)

Rikschas, auch Laufrikschas, sind kleine, zweirädrige, von einem Menschen gezogene Gefährte zur Personenbeförderung. 
Die handgezogenen Rikschas sind mittlerweile fast überall aus dem Straßenbild verschwunden. In China wurden sie von Mao Zedong verboten. In Indien sind sie nur noch in Kalkutta verbreitet. In Japan sind Laufrikschas in der Nähe von Sehenswürdigkeiten als Touristenattraktion anzutreffen.
In Dhaka (Bangladesh) werden handgezogene und Fahrradrikschas häufig mit allerlei Motiven von Blumen bis zu Kinohelden bemalt. Diese urbane Volkskunst wurde 2023 in die UNESCO-Liste des immateriellen Kulturerbes der Menschheit aufgenommen.

## Antriebsvarianten
Inzwischen werden Rikschas gebaut, die mit einem Fahrrad angetrieben werden. Diese Gefährte heißen Fahrradrikscha (auch: Fahrradtaxi). Traditionell werden Rikschas in Asien genutzt, Fahrradrikschas gibt es aber auch in Europa. Auch die unmotorisierten Fahrradrikschas könnten bald abgelöst werden. Nach Ansicht vieler Politiker sei die Arbeit der Rikscha-Betreiber – der Rikscha-Wallahs – unmenschlich und nicht zeitgemäß. Sie wollen den motorisierten Verkehr nach westlichem Vorbild fördern und verhängen Fahrverbote für Rikscha-Wallahs.
In Indien und vielen anderen süd- und südostasiatischen Ländern finden sich sogenannte Motor- oder Autorikschas, dabei handelt es sich um Trikes, die mit einem Zweitakt-, Diesel-, CNG oder Elektro-Motor betrieben werden.

## Etymologie
Das Wort Rikscha kommt vom japanischen Begriff jinrikisha (人力車, 人 jin = Mensch, 力 riki = Kraft oder Antrieb, 車 sha = Fahrzeug).

## Geschichte

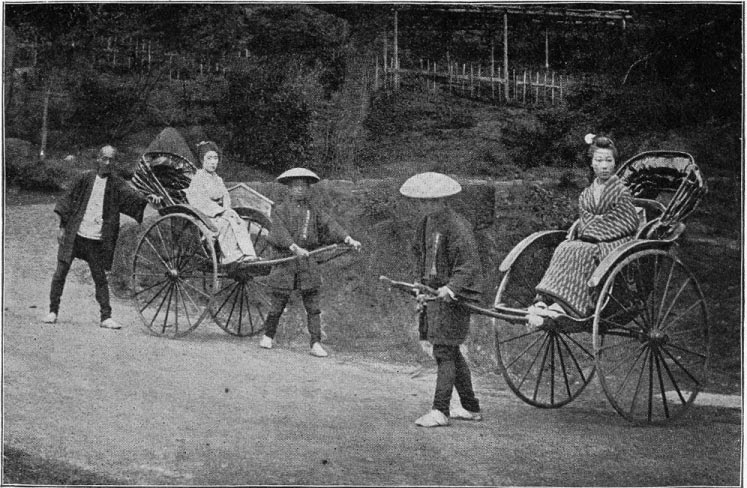
Rikschas in Japan, Ende des 19. Jahrhunderts

Die Rikscha ist eine Erfindung aus Japan. Die Erfindung war ursprünglich für Europäer in Tokio gedacht, die die engen japanischen Sänften nicht benutzen konnten. Egon Erwin Kisch beschreibt die Entstehung der Rikscha in seinem Buch China geheim folgendermaßen:

„Die Jinrikscha kommt aus Japan, wenn auch ihr Erfinder ein Europäer war. Der Mann, der als erster den Einfall hatte, einem Handwagen einen Stuhl aufzusetzen und diesen Fahrstuhl als öffentliches Verkehrsmittel zu verwenden, war der anglikanische Geistliche Reverend M. B. Bailey, o Segnungen des Westens und der Kirche. Das geschah Anfang der siebziger Jahre [1870er] in Tokio.“

„Ein Franzose namens Ménard eilte nach China, nach Schanghai, um eine Konzession für den Rikschaverkehr zu erlangen. Aber die Stadträte der amerikanischen und englischen (später internationalen) sowie der französischen Gemeinde wußten, daß Ersetzung von Tier oder Maschine durch Menschenkraft hierzulande das sicherste Geschäft ist, und dachten gar nicht daran, dem flinken Importeur ein so einträgliches Monopol zu schenken. Sie beschlossen, gegen ansehnliche Steuern zwanzig Lizenzen für je zwanzig Rikschas auszugeben.“

„Monsieur Ménard hätte über den Umstand, eine dieser Lizenzen zu bekommen, recht froh sein können, wenn, ja wenn er Geld genug gehabt hätte, die zwanzig Karren herstellen zu lassen. Er hatte es nicht, und so musste er sich mit zwölfen begnügen. Das mißfiel den beiden Stadtverwaltungen, sie wollten jede Lizenz im Interesse ihrer Steuerkasse zwanzigfach ausgenützt sehen. Am 31. März 1875 entzogen sie ihm die Lizenz, ihm dem Pionier der Rikschas, die noch heute, im Zeitalter von Taxi, Privatauto, Autobus, Motorrad und Straßenbahn, der Französischen Konzession jährlich 267966 Tael und dem International Settlement 337030 Tael einbringen!“

Vornesitzer kommen traditionell aus Thailand oder Indonesien und werden dort Cyclo oder Becak genannt.
Nachbauten klassischer Fahrradrikschas gibt es seit 1989 in Deutschland. Die Firma Velocab hat damit begonnen und die ersten Fahrradrikschas mit Gangschaltung in Deutschland angeboten. Mittlerweile gibt es weitere Anbieter, die das Design und die Technik verbessert haben. So verkaufen die meisten Anbieter Elektromotoren für ihre Modelle.

## Elektro-Rikscha

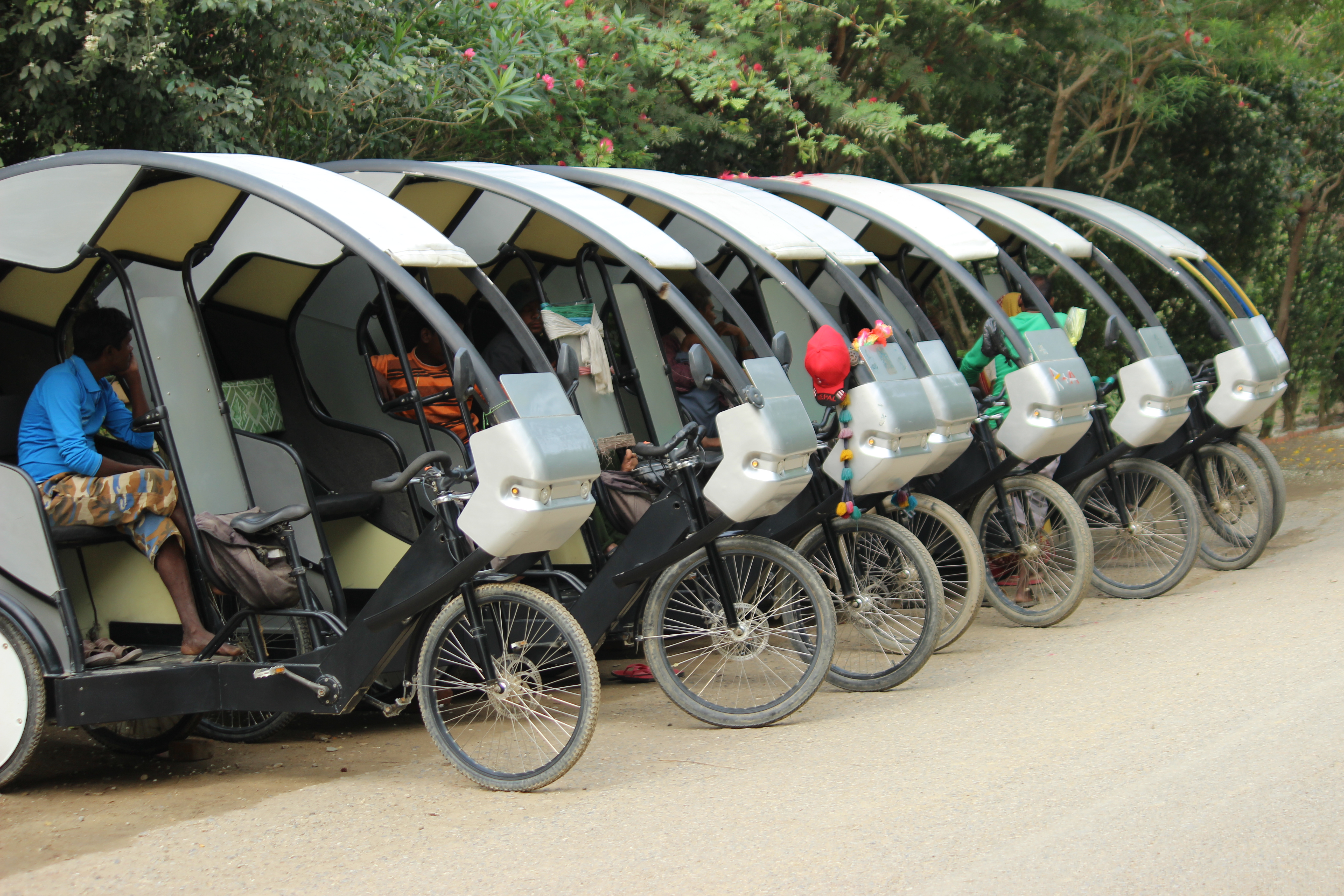
Elektro-Rikschas in Lumbini, Nepal

In Deutschland gelten Fahrradrikschas auch mit Elektromotor als Fahrräder und werden unter bestimmten Voraussetzungen rechtlich als Pedelec eingestuft.
In der Schweiz ist ein Elektro-Rikscha gemäß Art. 14 VTS ein zwei- oder mehrrädiges Fahrzeug mit einem Antrieb von höchstens 2 Kilowatt Leistung. Er darf beladen maximal 450 kg schwer sein und hat eine bauartige Höchstgeschwindigkeit von 20 km/h, mit Tretunterstützung 25 km/h. Sie haben die Regeln für Fahrradfahrer zu befolgen (Art. 42 Abs. 4 VRV), bei Verfehlungen sind die Bußen in der Ordnungsbussenverordnung (OBV) gleich hoch wie die für Fahrräder. Für das Führen von Rikschas wird im Inland ein Führerausweis der Kategorie B oder F vorausgesetzt (Art. 4 Abs. 5 VZV), ein solcher ist im Ausland nicht gültig. Im Gegensatz zu anderen Verkehrsmitteln wird bei Rikschas für den berufsmäßigen Personentransport (BPT) keine Bewilligung benötigt (Art. 25 Abs. 1 VZV).